# Верхнее строение пути

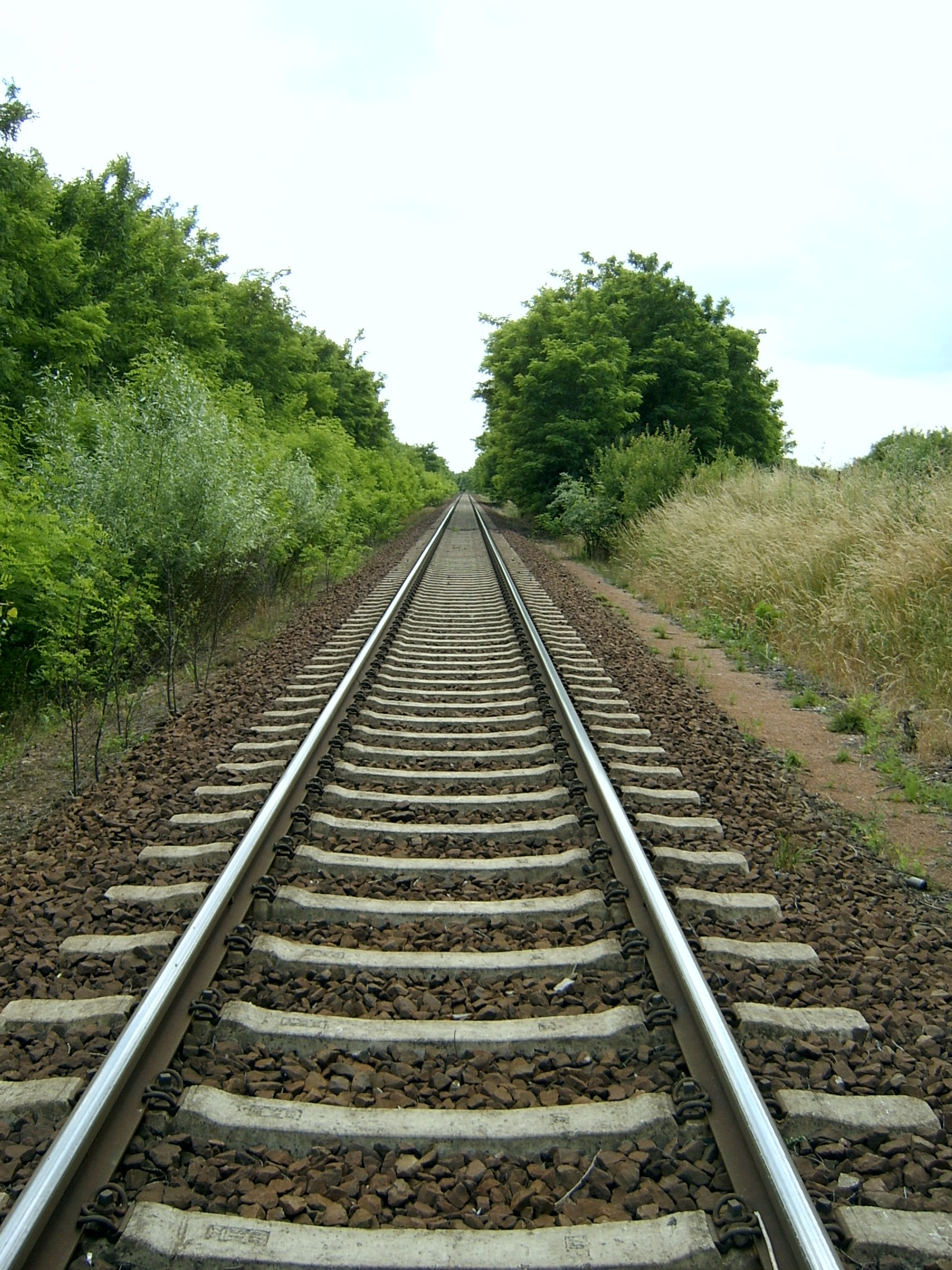
Верхнее строение железнодорожного пути

Верхнее строение пути — часть железнодорожного пути, предназначенная для принятия нагрузок от колёс подвижного состава и передачи их на нижнее строение пути, а также для направления движения колёс по рельсовой колее.

## Составные части
К верхнему строению пути относятся:
- Рельсы — воспринимают нагрузку от подвижного состава и передают её на шпалы;
- Подрельсовое основание (шпалы, брусья, блоки)  — воспринимают нагрузку от рельсов и передают её на балластный слой;
- Скрепления (промежуточные, стыковые);
- Стыковые скрепления;

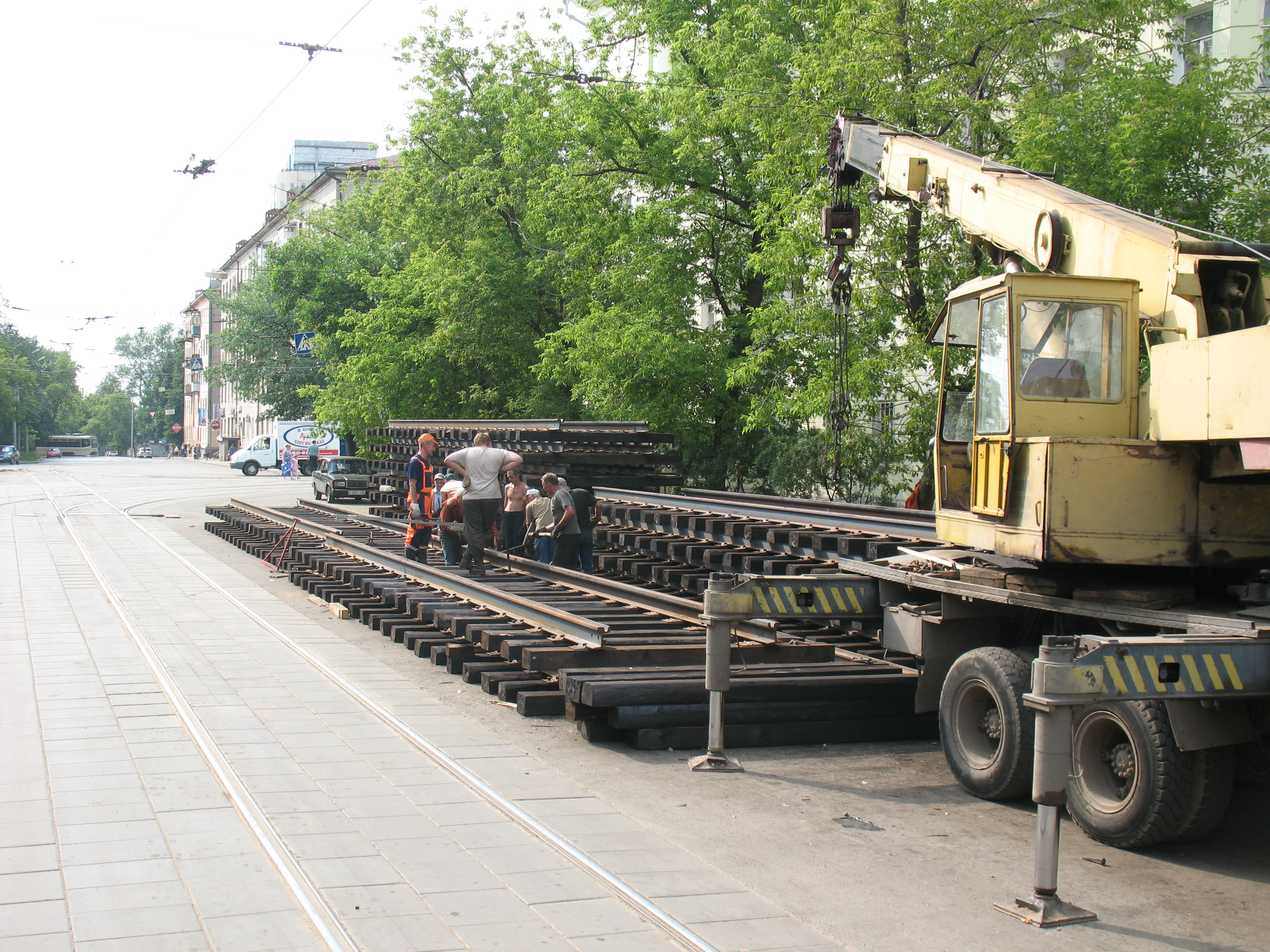
Рельсошпальная решётка, собранная на путевой базе и привезёная к месту замены трамвайного пути

Комплект железнодорожных рельсов, уже соединённых со шпалами, вместе со всеми скреплениями, собранные в звенья и уложенные на нижнее строение пути, принято называть рельсошпальной решёткой.
- Балластный слой — воспринимает нагрузку от шпал и передаёт её на основную площадку;
- Песчаная подушка.
- Дополнительные устройства (противоугоны, контррельсы, отбойные брусья и прочее).